# Siksjön, Värmland
Siksjön är en sjö i Filipstads kommun i Värmland och ingår i Göta älvs huvudavrinningsområde. Sjön är 16 meter djup, har en yta på 1,19 kvadratkilometer och befinner sig 224,1 meter över havet. Sjön avvattnas av vattendraget Igelälven. Vid provfiske har abborre, gädda och mört fångats i sjön.

## Delavrinningsområde
Siksjön ingår i det delavrinningsområde (665639-142253) som SMHI kallar för Utloppet av Siksjön. Medelhöjden är 308 meter över havet och ytan är 31,28 kvadratkilometer. Räknas de 3 avrinningsområdena uppströms in blir den ackumulerade arean 72,33 kvadratkilometer. Igelälven som avvattnar avrinningsområdet har biflödesordning 3, vilket innebär att vattnet flödar genom totalt 3 vattendrag innan det når havet efter 390 kilometer. Avrinningsområdet består mestadels av skog (86 procent). Avrinningsområdet har 1,19 kvadratkilometer vattenytor vilket ger det en sjöprocent på 3,8 procent.